# 長泉・清水循環バス
長泉・清水循環バス（ながいずみ・しみずじゅんかんバス）は、静岡県駿東郡長泉町と清水町で運行していたバス。この項では、長泉・清水循環バスから再編された「長泉町コミュニティバス」と、清水町で運行されている「清水町内循環バス」について記述している。
- 料金は1人100円で、いわゆる「100円バス」。大人も子供も共通で、それぞれのバス内で徴収する。

- なお「長泉・清水循環バス」及び「清水町内循環バス」は通称であり正式名称ではない。

## 長泉・清水循環バス
停留所は以下のとおり（平成25年7月1日より時刻・ルートの変更）。運賃は大人も子どもも1乗車100円。日祝日は第1便は運休。
2020年10月1日改正：福祉会館への乗入再開、始発時刻（午前）・通過時刻変更
長泉なめり駅 - 新愛鷹橋 - 山本整形 - ヴェルディ長泉 - 城山 - 下長窪 - 健康公園 - 福祉会館 - 長泉役場 - 長泉中央保育園 - 沼津信用金庫 - 下土狩駅 - すすきはら入口 - 原分 - 竹原グランド - エスポット前 - 岡村記念病院 - 静岡医療センター - サントムーン柿田川 - エスポット前 - 竹原グランド - 原分 - すすきはら入口 - 下土狩駅 - 沼津信用金庫 - 長泉中央保育園 - 長泉役場 - 健康会館 - 下長窪 - 城山 - ヴェルディ長泉 - 山本整形 - 新愛鷹橋 - 長泉なめり駅
- 他のバス路線との接続

三島駅方面／がんセンター方面（路線バス）・・長泉なめり駅、下土狩駅など
清水町内循環バス・・静岡医療センター、サントムーン柿田川
三島駅方面／沼津駅方面（路線バス）・・静岡医療センター、サントムーン柿田川
- 運行事業者
  - 伊豆箱根バス三島営業所（午前の3便）
  - 東海バス沼津営業所（午後の3便）

※運行開始当初から富士急シティバスも運行を行っていたが、2018年3月末を持って撤退した。
東海バス沼津営業所での運行は車両が固定されていた。

## 長泉町コミュニティバス
長泉町では公共交通の利便性を向上させるため、2023年1月23日に長泉・清水循環バスの再編を行った。路線自体の長さや慢性的な交通渋滞による遅延などの課題解消することを目的とする。従来の路線は南北線と名称変更を行って経路変更を実施。また、南北線の補完や交通空白地域の解消を目的として循環線を新規運行開始した。循環線は3年間の実証運行を経て本格運行につなげたいとしている。
- 南北線：南一色広場・カインズ長泉店／天神山 - 山本整形 - 長泉なめり駅 - 納米里 - 健康公園 - 福祉会館 - 長泉役場 - 長泉中央保育園 - 長泉ショッピングセンター - 沼津信用金庫 - 下土狩駅 - すすきはら入口 - 原分 - 竹原グランド - エスポット前 - 八幡東・岡村記念病院／サントムーン柿田川 - 静岡医療センター
- 循環線：南一色広場／長泉なめり駅 - ウェルディ長泉 - 下長窪 - 福祉会館 - 長泉役場 - 中土狩西 - フレスポ長泉前 - 下土狩駅 - 南部地区センター（竹原） - 本宿 - 福祉会館 - 長泉役場 - 中土狩西 - 桜堤 - 長泉なめり駅／南一色広場

循環線Aは下長窪・下土狩駅を先回りする。第1・3・5便は南一色広場発長泉なめり駅行となる。第2・4便は長泉なめり駅発南一色広場行となる。循環線Bは桜堤・本宿を先回りする。第1・3・5便は長泉なめり駅発南一色広場行となる。第2・4便は南一色広場発長泉なめり駅行となる。
運賃は初乗り運賃150円（小人及び障がい者は80円）。南北線は最大200円（小人及び障がい者は100円）。
- 運行事業者
  - 伊豆箱根バス三島営業所（南北線（平日の第1～3便と土日祝の第1・2便）、循環線B）
  - 東海バス沼津営業所（南北線（平日の第4～6便と土日祝の第3～5便））
  - 富士急シティバス本社営業所（循環線A）

## 清水町内循環バス
停留所は以下のとおり。
「ゆうすいくん号」と名称を付け、2016年4月1日より時刻変更、停留所の変更・追加を行う。
「東回り」「西回り」の区分で運行。
運行事業者は東海バス沼津営業所。
（東回り）
※1 サントムーン柿田川 - 柿田川湧水公園前 - ニトリ・清水町商工会館前 - 清水町地域交流センター - 清水小学校前 - 堂庭 - 清水町役場 - 福祉センター前 - 町体育館 -清水中学校 -  ※2 沼津卸商社センター - ※2 食遊市場 -  ※2 団地中 -  ※2 団地北 - 久米田 - 戸田 - 畑中 - 的場 - 南小学校 - 徳倉橋 - 下徳倉 - 天神下 - 天上塚 - 杉沢 - 仲田 - 中徳倉 - 南幼稚園 - スルガ銀行徳倉支店 - 中徳倉児童公園 - 八幡神社前 - 水神道 - 上外原 - 町営住宅外原団地 - 南中学校 - 外原テニスコート前 - 香貫大橋 - 長沢南 - 静岡医療センター - JA なんすん長沢支店前 - アミクリニック前 - 岡村記念病院 - 清水町温水プール - 沼津市泉水源地 - 八幡東 - JA なんすん東支店 - 伏見 - スルガ銀行三島西支店前 - 杉山医院前 - ※1 サントムーン柿田川
（西回りはこの逆となる）
※1 発着点であるサントムーン柿田川のバス乗り場は、サントムーンの駐車場内、立体駐車場北側にある。
路線バスや長泉・清水循環バスの発着所と別になっている。

※ 一部のバス停では三島駅方面・沼津駅方面等路線バスと停留所を共用するため、これらとの乗り換えが可能である。また、一部のバス停では「長泉町コミュニティバス南北線」と乗り換えが可能である。
※2 に記するバス停は、卸団地地内で、卸問屋の集まった団地内にあたる。

## 補足
- 先述の通り、長泉町コミュニティバスから清水町内循環バスへ、またその逆への乗り換えが可能なため、合わせて記述している。
- 自家用車を持たない長泉・清水両町民が、医療機関である静岡県立静岡がんセンター（『長泉・清水循環』使用、長泉なめり駅下車後「がんセンター行き」路線バス使用）や静岡医療センターへ、また、商業施設であるヴェルディ長泉、サントムーン柿田川、卸売市場卸団地・食遊市場（『清水町循環』使用）等へのアクセス向上を目的として、試験期間を経て循環バスの運用を開始した。
- 循環バスが運行されて以降、現在まで何度かルートを変更している（ルート変更に伴い、時間を都度変更している）。このため、運行当初に比べて乗り換え可能のバス停が少なくなった。ルート変更によって恩恵を受けた住民もあるが、逆にルート変更により不便になる側の住民もあり得る。